# NGC 166
NGC 166 je galaksija u zviježđu Kit.

## Vanjske poveznice
- SEDS: NGC 0166